# 절국대
절국대(Siphonostegia chinensis)는 한국 각지에서 자라는 반기생성 한해살이풀로 높이는 30-50cm이고, 뭉툭하게 네모진 줄기에는 짧은 털이 있다. 좁은 달걀 모양 잎은 마주나며, 잎 가장자리는 밋밋하다. 꽃은 삭과이며 7-8월에 붉은색으로 핀다. 긴 통 모양으로 생긴 꽃부리는 끝이 입술처럼 두 갈래로 갈라졌으며, 아랫입술 꽃잎 가운데에 마치 밥알처럼 생긴 흰색 무늬가 두 개 있다.